# Evair
Evair Aparecido Paulino (Crisólia, 21 febbraio 1965) è un ex calciatore e allenatore di calcio brasiliano, di ruolo attaccante.
Durante la sua carriera segnò 164 reti in 386 incontri di campionato.

## Carriera

### Giocatore
Oltre ad aver giocato per nove club del campionato brasiliano, Evair ha anche militato in Italia (nelle file dell'Atalanta) e in Giappone (nei Yokohama Marinos). A Bergamo, arrivato nell'estate del 1988, formò una forte coppia d'attaccanti con Claudio Caniggia: i tifosi atalantini si ricordano gol memorabili come quelli segnati a Torino in Juventus-Atalanta 0-1 (1989) e a Milano in Milan-Atalanta 0-1 (17 marzo 1991). Malato di saudade per il Brasile, Evair lasciò Bergamo dopo tre stagioni, durante le quali giocò 76 partite realizzando 25 gol in Serie A.

## Statistiche

### Cronologia presenze e reti in nazionale
| Cronologia completa delle presenze e delle reti in nazionale ― Brasile | Cronologia completa delle presenze e delle reti in nazionale ― Brasile | Cronologia completa delle presenze e delle reti in nazionale ― Brasile | Cronologia completa delle presenze e delle reti in nazionale ― Brasile | Cronologia completa delle presenze e delle reti in nazionale ― Brasile | Cronologia completa delle presenze e delle reti in nazionale ― Brasile | Cronologia completa delle presenze e delle reti in nazionale ― Brasile | Cronologia completa delle presenze e delle reti in nazionale ― Brasile |
| Data                                                                   | Città                                                                  | In casa                                                                | Risultato                                                              | Ospiti                                                                 | Competizione                                                           | Reti                                                                   | Note                                                                   |
| ---------------------------------------------------------------------- | ---------------------------------------------------------------------- | ---------------------------------------------------------------------- | ---------------------------------------------------------------------- | ---------------------------------------------------------------------- | ---------------------------------------------------------------------- | ---------------------------------------------------------------------- | ---------------------------------------------------------------------- |
| 26-2-1992                                                              | Fortaleza                                                              | Brasile                                                                | 3 – 0                                                                  | Stati Uniti                                                            | Amichevole                                                             | -                                                                      | 69’                                                                    |
| 25-11-1992                                                             | Campina Grande                                                         | Brasile                                                                | 1 – 2                                                                  | Uruguay                                                                | Amichevole                                                             | -                                                                      | 12’                                                                    |
| 17-3-1993                                                              | Ribeirão Preto                                                         | Brasile                                                                | 2 – 2                                                                  | Polonia                                                                | Amichevole                                                             | -                                                                      |                                                                        |
| 14-7-1993                                                              | Rio de Janeiro                                                         | Brasile                                                                | 2 – 0                                                                  | Paraguay                                                               | Amichevole                                                             | -                                                                      | 70’                                                                    |
| 18-7-1993                                                              | Guayaquil                                                              | Ecuador                                                                | 0 – 0                                                                  | Brasile                                                                | Qual. Mondiali 1994                                                    | -                                                                      | 70’                                                                    |
| 1-8-1993                                                               | San Cristóbal                                                          | Venezuela                                                              | 1 – 5                                                                  | Brasile                                                                | Qual. Mondiali 1994                                                    | -                                                                      | 64’ 74’                                                                |
| 29-8-1993                                                              | Recife                                                                 | Brasile                                                                | 6 – 0                                                                  | Bolivia                                                                | Qual. Mondiali 1994                                                    | -                                                                      | 71’                                                                    |
| 5-9-1993                                                               | Belo Horizonte                                                         | Brasile                                                                | 4 – 0                                                                  | Venezuela                                                              | Qual. Mondiali 1994                                                    | 1                                                                      |                                                                        |
| 17-11-1993                                                             | Colonia                                                                | Germania                                                               | 2 – 1                                                                  | Brasile                                                                | Amichevole                                                             | 1                                                                      | 67’                                                                    |
| Totale                                                                 |                                                                        | Presenze                                                               | 9                                                                      |                                                                        | Reti                                                                   | 2                                                                      |                                                                        |

## Palmarès

### Giocatore

#### Club

##### Competizioni statali
- Campionato paulista: 3

Palmeiras: 1993, 1994
San Paolo: 2000

##### Competizioni nazionali
- Campionato brasiliano: 3

Palmeiras: 1993, 1994
Vasco da Gama: 1997
- Campionato giapponese: 1

Yokohama Marinos: 1995

##### Competizioni internazionali
- Supercoppa d'Asia: 1

Yokohama Flugels: 1995
- Coppa Libertadores: 1

Palmeiras: 1999

#### Nazionale
- Giochi panamericani: 1

Indianapolis 1987

### Allenatore
- Campionato Piauiense: 1

River: 2014